# Paradoja de Burali-Forti

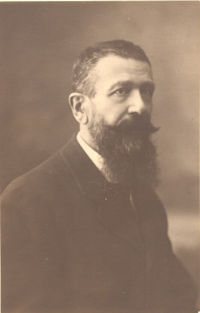
Cesare Burali-Forti

Se conoce como paradoja de Burali-Forti a la suposición, dentro de una teoría de conjuntos axiomática, de que la totalidad de los números ordinales forma un conjunto. Dicha suposición lleva a una contradicción en la teoría. Debe su nombre al matemático Cesare Burali-Forti, que la descubrió en 1897.

## Enunciado
Hoy en día se interpreta dicha contradicción como el enunciado del siguiente teorema:
| No existe el conjunto On que contiene todos los ordinales. |

Es inmediato demostrarlo por reducción al absurdo.
| Demostración |
| Supóngase que existe dicho conjunto On. Puesto que es un conjunto transitivo bien ordenado por la inclusión, es a su vez un ordinal. Por la definición de On, se tiene entonces On ∈ On, lo cual es imposible para un ordinal. Más aún, existiría entonces el ordinal siguiente On + 1, de manera que se tendría On ∈ On + 1. Puesto que On contiene a todos los ordinales, también contendría a On + 1 y por tanto se cumpliría On + 1 < On, con lo que se violaría entonces la ley de tricotomía de los números ordinales. |

Este enunciado es paradójico si puede demostrarse que existe tal conjunto. Este era el caso antes de la introducción de sistemas axiomáticos como ZF o NBG, en los que esto no ocurre.